# Flughafen Chongqing-Jiangbei

i7
i11
i13
Der Flughafen Chongqing-Jiangbei (chinesisch 重庆江北国际机场, Pinyin Chóngqìng Jiāngběi Guójì Jīchǎng, englisch Chongqing Jiangbei International Airport; IATA-Code: CKG, ICAO-Code: ZUCK) ist ein Flughafen im Nordosten der chinesischen Stadt Chongqing. Betrieben wird der Flughafen von der Chongqing Airport Group Co. Ltd. und ist gemessen an der Zahl der Passagiere der achtgrößte Flughafen Chinas.

## Lage und Verkehrsanbindung
Der Flughafen befindet sich etwa 21 Kilometer nordöstlich vom Stadtzentrum Chongqings im Straßenviertel Lianglu im Stadtviertel Yubei.
Weil die Autobahn G210 die einzige Straßenanbindung vom Stadtzentrum zum Flughafen darstellt, ist sie zumeist sehr stark befahren und eine Fahrt dauert etwa 30 Minuten. Eine zweite Autobahn befindet sich im Bau.
Einige Buslinien und Shuttles verbinden den Flughafen mit umliegenden Regionen der Stadt Chongqing (z. B. Dianjiang, Wanzhou) und weiteren Städten in den Provinzen Sezuan (z. B. Yibin, Neijiang) und Guizhou (z. B. Chishui, Zunyi).
Die Linie 3 der Chongqing Rail Transit verkehrt vom Flughafen über das Stadtzentrum zur Endstation Yudong. Eine weitere Linie (Linie 10) bedient seit 2017 Terminal 2 und Terminal 3.

## Geschichte
Bereits in den 1920er-Jahren wurde der Flughafen Chongqing-Baishiyi, welcher heute lediglich als Militärflughafen fungiert, im Südwesten Chongqings erbaut. Nach der Ansiedlung der Civil Administration of China in der Provinz Sezuan 1965 verlor der Flughafen zunehmend an Bedeutung. Am 22. Januar 1990 wurde der Flughafen Jiangbei als Ersatz zu Baishiyi eröffnet.

## Ausbau
Derzeit wird der Flughafen umfassend ausgebaut und soll insgesamt vier Start- und Landebahnen erhalten. Er ist einer der am schnellsten wachsenden Flughäfen der Welt.
Eine neue Startbahn sowie das neue Terminal 3A mit etwa 537.000 Quadratmetern Fläche ist in Konstruktion – nach Fertigstellung wird der Flughafen eine Gesamtfläche von etwa 7 Mio. Quadratmetern erreichen.

## Fluggesellschaften und Ziele
Chongqing ist ein Drehkreuz für Air China, China Express Airlines, China Southern Airlines, Chongqing Airlines, Shandong Airlines, Sichuan Airlines und China West Air. Zudem wichtige Airlines sind China Eastern Airlines, Hainan Airlines sowie Xiamen Airlines. Unter den nichtchinesischen Airlines fliegen etwa Asiana, Finnair, Qatar Airways, Thai Airways und Vietnam.
Es werden zahlreiche Ziele innerhalb Chinas angeflogen, vor allem Peking, Guangzhou und Shanghai-Pudong. Außerhalb Chinas werden beispielsweise Seoul, Osaka, Da Nang und Singapur angeflogen. Die einzigen Verbindung nach Europa bieten Finnair nach Helsinki und Hainan Airlines nach Rom an.
Im Luftfrachtgeschäft fliegen folgende Airlines: AirBridgeCargo Airlines, Air China Cargo, Atlas Air, Cathay Pacific, China Airlines, China Southern, China Eastern, Etihad Cargo, EVA Air, Lufthansa Cargo, Singapore Airlines Cargo, TNT Airways und Suparna Airlines.